# Vallonia (Indiana)
Vallonia es un lugar designado por el censo ubicado en el condado de Jackson en el estado estadounidense de Indiana. En el Censo de 2010 tenía una población de 336 habitantes y una densidad poblacional de 170,47 personas por km².

## Geografía
Vallonia se encuentra ubicado en las coordenadas 38°50′55″N 86°6′3″O / 38.84861, -86.10083. Según la Oficina del Censo de los Estados Unidos, Vallonia tiene una superficie total de 1.97 km², de la cual 1.97 km² corresponden a tierra firme y (0%) 0 km² es agua.

## Demografía
Según el censo de 2010, había 336 personas residiendo en Vallonia. La densidad de población era de 170,47 hab./km². De los 336 habitantes, Vallonia estaba compuesto por el 98.51% blancos, el 0% eran afroamericanos, el 0% eran amerindios, el 0.3% eran asiáticos, el 0% eran isleños del Pacífico, el 0% eran de otras razas y el 1.19% pertenecían a dos o más razas. Del total de la población el 1.19% eran hispanos o latinos de cualquier raza.